# Triplophysa hexiensis
Triplophysa hexiensis är en fiskart som först beskrevs av Zhao och Wang, 1988.  Triplophysa hexiensis ingår i släktet Triplophysa och familjen grönlingsfiskar. Inga underarter finns listade i Catalogue of Life.